# Imagen del mito
Imagen del mito (en inglés The Mythic Image) es una obra de 1974 del mitólogo, escritor y profesor estadounidense Joseph Campbell incluida en su Obra completa.

## Sinopsis
Este libro hace un extenso recorrido por la mitología de las culturas de todo el mundo a lo largo de más de cinco mil años de historia y 423 ilustraciones del arte mitológico de Mesopotamia, Egipto, India, China, Europa, Oceanía o la cultura olmeca mexicana.
Campbell distingue dos maneras de elaborar mitos: la de las tradiciones populares de las culturas iletradas y la de las culturas más complejas que han desarrollado la escritura. Traza líneas esenciales de todas estas mitologías y de la enorme influencia que han ejercido en el mundo, mostrando las importantes diferencias que existen entre la cultura asiática y occidental con respecto a la idea del mundo como sueño, el orden cósmico y los ciclos y eones del tiempo, el símbolo del loto y la rosa, las transformaciones interiores del yoga y la psicología junguiana, para terminar con el sacrificio ritual y el despertar.
Imagen del mito implica un acercamiento a la comprensión del significado profundo que tienen los mitos del pasado. Si cualquier mitología se muestra en su forma exterior y literal como una serie de fábulas, contemplada desde el ángulo interior y simbólico se revela como una sucesión de realidades psicológicas llenas de sabiduría espiritual.

## Edición en castellano
- Campbell, Joseph (2012). Imagen del mito (Tercera edición). Traducción Roberto R. Bravo. Prólogo Leandro Pringel. Cartoné. 624 páginas. Formato 20,8 x 27 cm. 423 ilustraciones. Colección Imaginatio vera. Vilaür: Ediciones Atalanta / Colección Catena Aurea. Buenos Aires: Editorial El hilo de Ariadna, coedición Ediciones Atalanta. ISBN 978-84-939635-5-2.

- Datos: Q5914186